# Nationale fietsroute 5 - Mittelland-Route
De 5: Mittelland-Route is een 370 km lange langeafstandsfietsroute in Zwitserland welke onderdeel is van Fietsnetwerk Veloland Schweiz. De route loopt van de Bodensee bij Romanshorn naar het Meer van Genève bij Lausanne. De route is bewegwijzerd in twee richtingen en wordt aangegeven met het cijfer 5. 

## Traject
De route start in Romanshorn aan de Bodensee. Hier kan worden aangesloten op de EuroVelo EV15 Rijnroute. Ook kan worden aangesloten op de nationale fietsroutes 2 (Rijnroute) en 9 (Merenroute). Verder kan worden aangesloten op de Bodensee-Radweg.
Bij Wil kruist de route de rivier de Thur, hier loopt de route kort parallel met de regionale route 95 Thur-Route welke deze rivier volgt. De route voert onderlangs de stad Winterthur. Het gebied tot aan de rivier de Aare is vrij stedelijk. In Brugg wordt deze rivier bereikt en gaat de route parallel lopen met de landelijke route nationale fietsroute 8 - Aare-Route. De route volgt het dal van de Aare. Bij de stad Biel/Bienne volgt de route het Meer van Biel. In Hagneck waar de Aare in dit meer mondt verlaat de landelijke route 8 de route. 
Na het Meer van Biel bereikt de route al snel het Meer van Neuchâtel en volgt de oever van dit meer tot Yverdon-les-Bains. Nu gaat de route naar het Meer van Genève om te eindigen in Lausanne. Hier kan worden aangesloten op de EuroVelo EV17 Rhôneroute, de landelijke route 1: Rhone-Route en de regionale route 46 Tour du Léman.

## Aansluitingen met Europese fietsroutes
- In Romanshorn kan worden aangesloten op de EuroVelo EV15 Rijnroute.
- In Lausanne kan worden aangesloten op de EuroVelo EV17 Rhôneroute.

## Aansluitingen met andere fietsroutes
- In Romanshorn kan worden aangesloten op de landelijke route 2: Rhein-Route.
- In Romanshorn kan worden aangesloten op de nationale fietsroute 9 - Merenroute.
- In Romanshorn kan worden aangesloten op de Bodensee-Radweg.
- Tussen Bischofszell en Wil loopt de route parallel met de regionale route Thur-Route (nummer 95).
- Tussen Brugg en Hagneck loopt de route parallel met de landelijke route 8: Aare-Route.
- In Aarau kruist de route de nationale fietsroute 3 - Noordzuidroute.
- In Lausanne kan worden aangesloten op de landelijke route 1: Rhone-Route.
- In Lausanne kan worden aangesloten op de regionale route Tour du Léman (nummer 46).
- Onderweg kan op diverse plaatsen worden aangesloten op regionale en lokale routes van Fietsnetwerk Veloland Schweiz.